# Lal Gopalganj Nindaura
Lal Gopalganj Nindaura (o Lalgopalganj, Lalgopal Ganj) è una suddivisione dell'India, classificata come nagar panchayat, di 22.739 abitanti, situata nel distretto di Allahabad, nello stato federato dell'Uttar Pradesh. In base al numero di abitanti la città rientra nella classe III (da 20.000 a 49.999 persone).

## Geografia fisica
La città è situata a 25° 38' 60 N e 81° 37' 0 E e ha un'altitudine di 86 m s.l.m..

## Società

### Evoluzione demografica
Al censimento del 2001 la popolazione di Lal Gopalganj Nindaura assommava a 22.739 persone, delle quali 11.994 maschi e 10.745 femmine. I bambini di età inferiore o uguale ai sei anni assommavano a 4.010, dei quali 2.087 maschi e 1.923 femmine. Infine, coloro che erano in grado di saper almeno leggere e scrivere erano 11.424, dei quali 7.072 maschi e 4.352 femmine.